# ۴×۴ (ترانه)
«۴×۴» ترانه‌ای از هنرمند اهل ایالات متحده آمریکا مایلی سایرس، نلی است.